# Contenda
Contenda is een gemeente in de Braziliaanse deelstaat Paraná. De gemeente telt 15.728 inwoners (schatting 2009).

## Aangrenzende gemeenten
De gemeente grenst aan Araucária, Balsa Nova, Lapa, Mandirituba en Quitandinha.

## Verkeer en vervoer
De plaats ligt aan de wegen BR-476, PR-510 en PR-511.